# Meijhorst

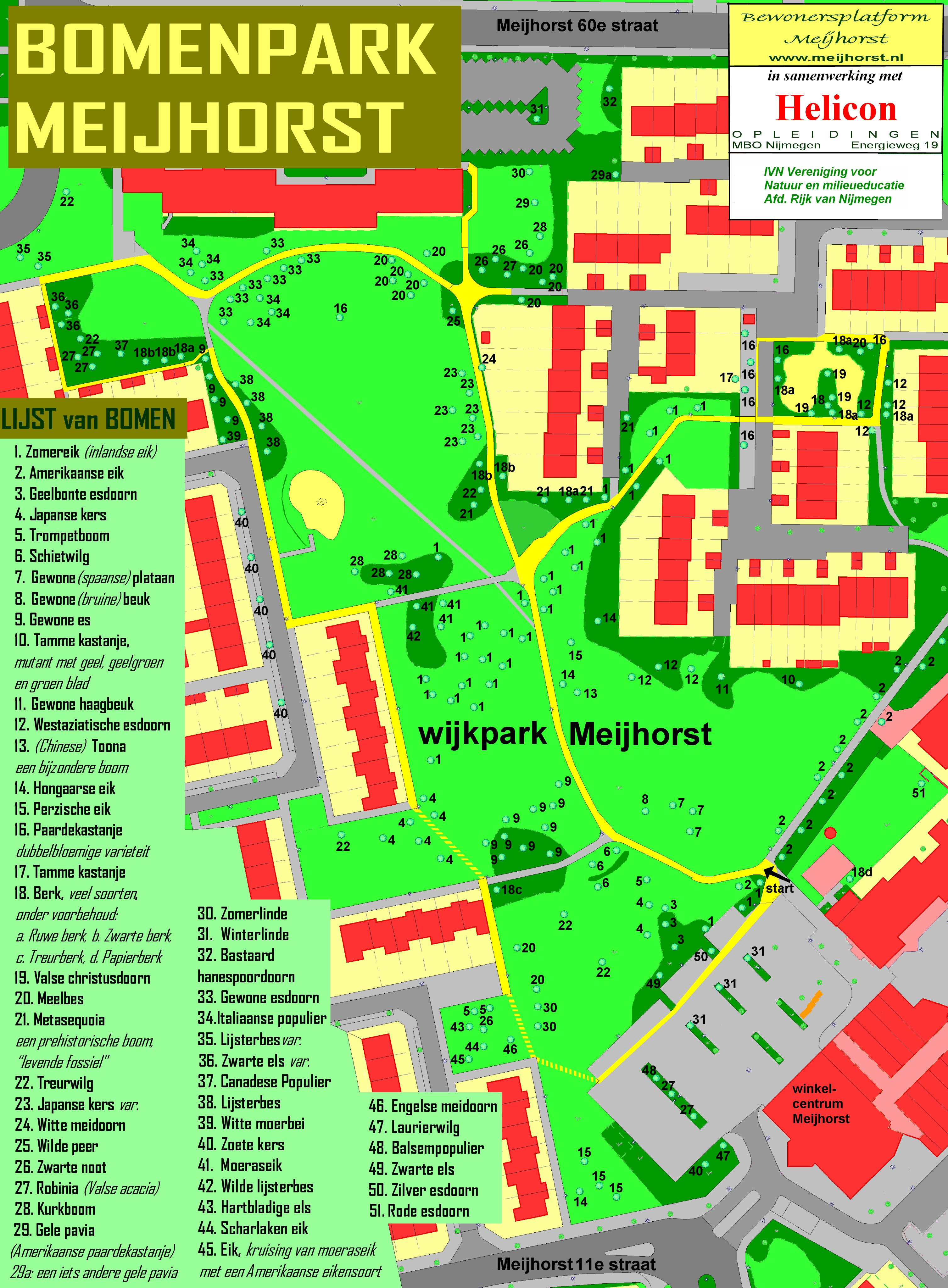
Plattegrond bomenleerpark Meijhorst

Meijhorst is een wijk in Nijmegen. Het behoort tot het stadsdeel Dukenburg en ligt hierin centraal. Op 1 januari 2023 telde de wijk 3.395 inwoners, verdeeld over 1.661 woningen, met een gemiddelde WOZ-waarde van € 228.000, op een oppervlakte van 0,58 km². 
De wijk ligt westelijk van de Van Apelterenweg, tussen Tolhuis (aan de noordkant), stadspark Staddijk (in het westen), Lankforst en Malvert (aan de oostzijde van de Van Apelterenweg), en Aldenhof (in het zuiden). In de opzet van het stadsdeel Dukenburg waren de voorzieningen voor het gehele stadsdeel geconcentreerd in Meijhorst. Door de latere bouw van het stadsdeel Lindenholt zijn de centrale voorzieningen uiteindelijk in de wijk Zwanenveld, nabij station Dukenburg gekomen.

## Opbouw
De wijk is ruim opgezet, met veel groen en een 'rondlopende' hoofdstraat waarop andere straten uitkomen. Evenals in de rest van Dukenburg hebben de straten geen namen maar nummers, beginnend bij Meijhorst 10e straat. Een mogelijk adres is Meijhorst 7039, dit houdt in: 70ste straat, huisnummer 39. Het centrale groen in Meijhorst heeft in 2005 ter gelegenheid van het 2000-jarig jubileum van Nijmegen de naam Wijkpark Meijhorst gekregen en is in 2006 tot "bomenleerpark" verklaard. In Meijhorst liggen nog het Grand Canal en restanten van lanen van het voormalige landgoed Dukenburg.

## Voorzieningen
In Meijhorst bevinden zich een wijkwinkelcentrum, sporthal Meijhorst, sportfondsenbad Dukenburg, wijkcentrum Dukenburg met een steunpunt van de stadswinkel, de Ontmoetingskerk (een oecumenische christelijke kerk, hervormd en katholiek) uit 1970 van de architect H.P. Ahrens en een koninkrijkszaal, kerk van Jehova's getuigen.
Jongerencentrum De Boerderij is in oktober 2007 door brand verwoest. Nadat de voormalige Willem Barentzschool tot 2014 als nieuw jongerencentrum De Horizon heeft gefunctioneerd, is er inmiddels een nieuw gebouw neergezet, namelijk het zorgcomplex De Horizon. Het Jongerenwerk is overgeplaatst naar de Lindenberg in Aldenhof.

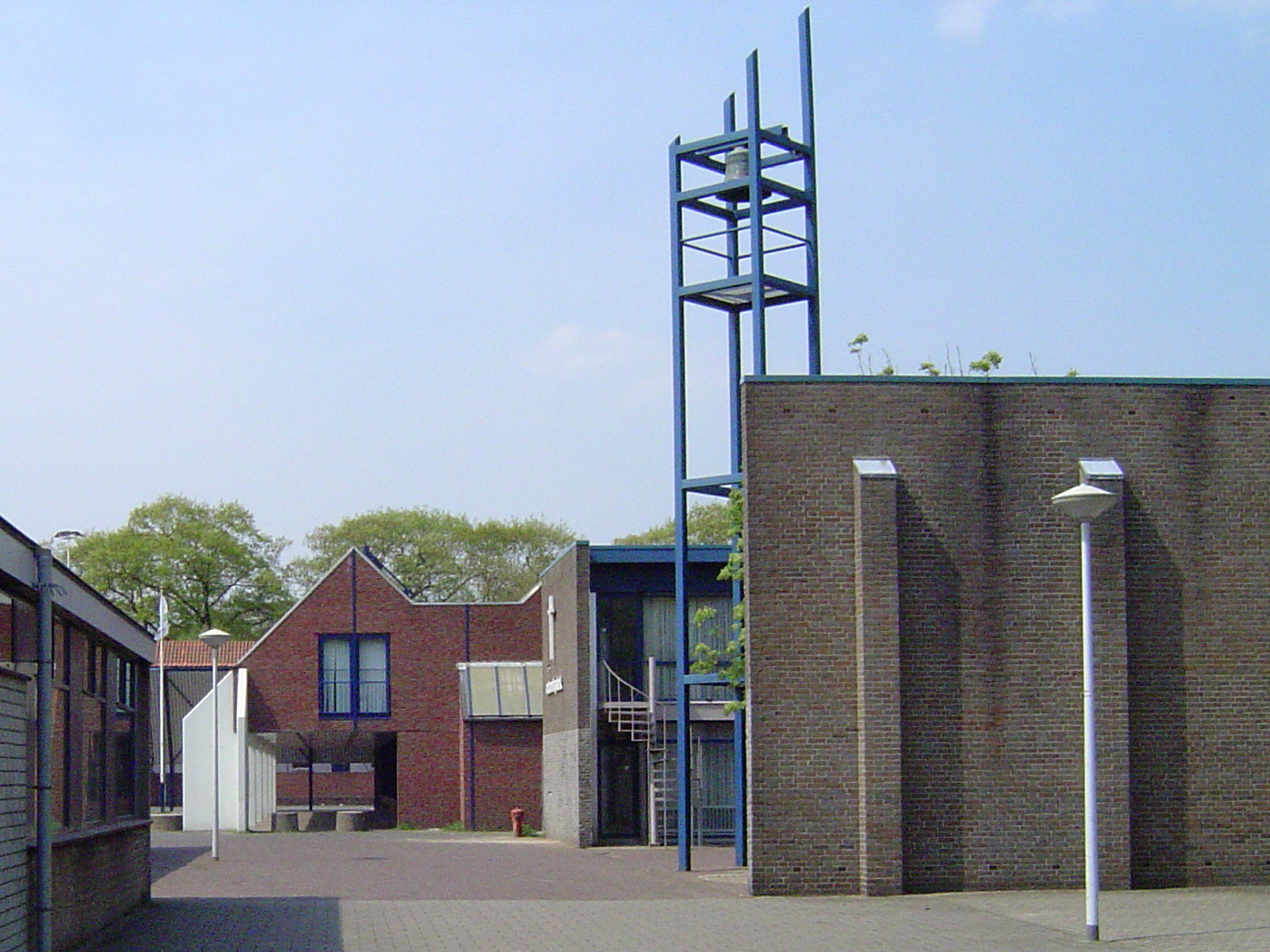
Kerk met klokkenstoel
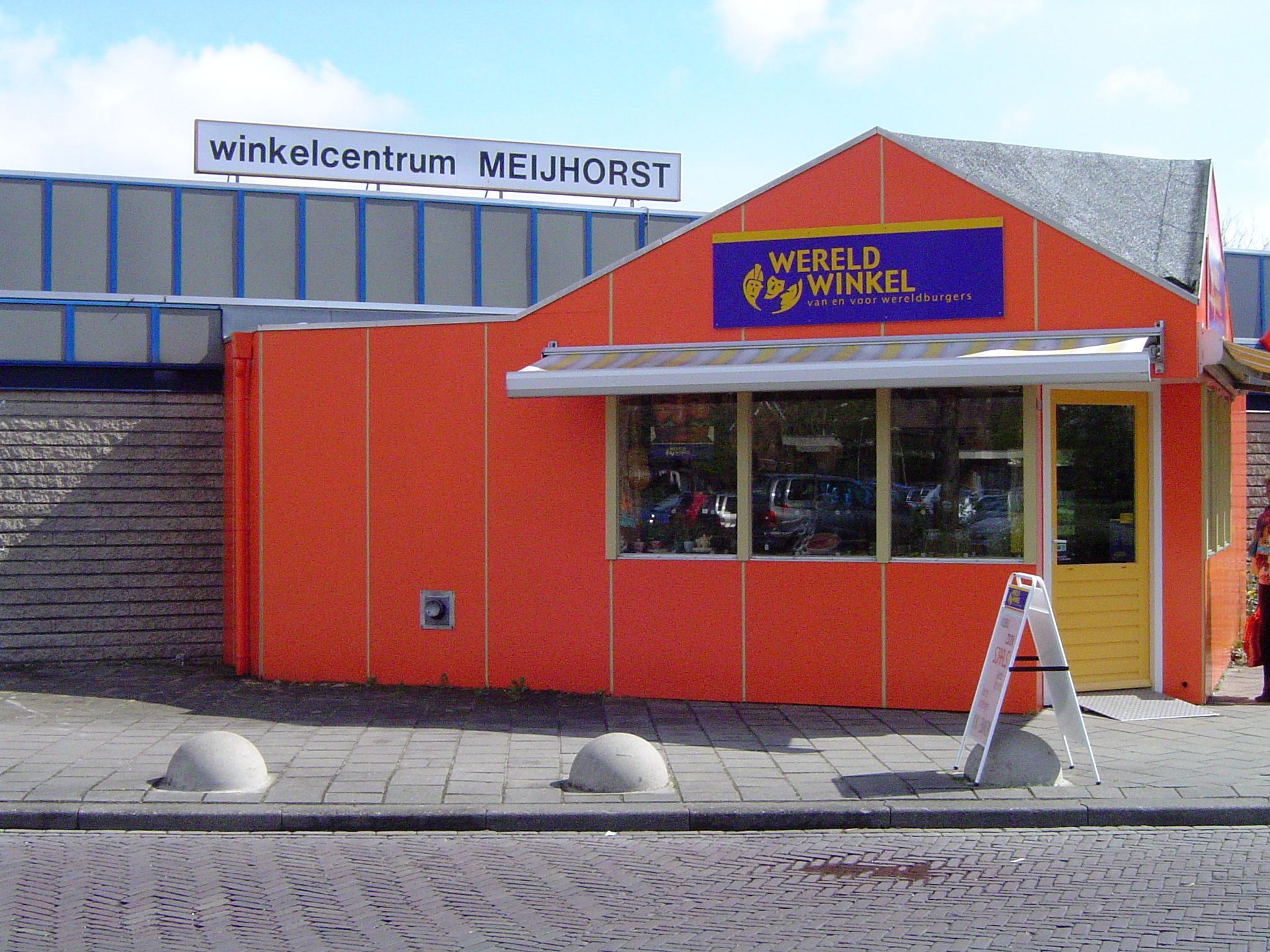
Wereldwinkel in buurtwinkelcentrum Meijhorst
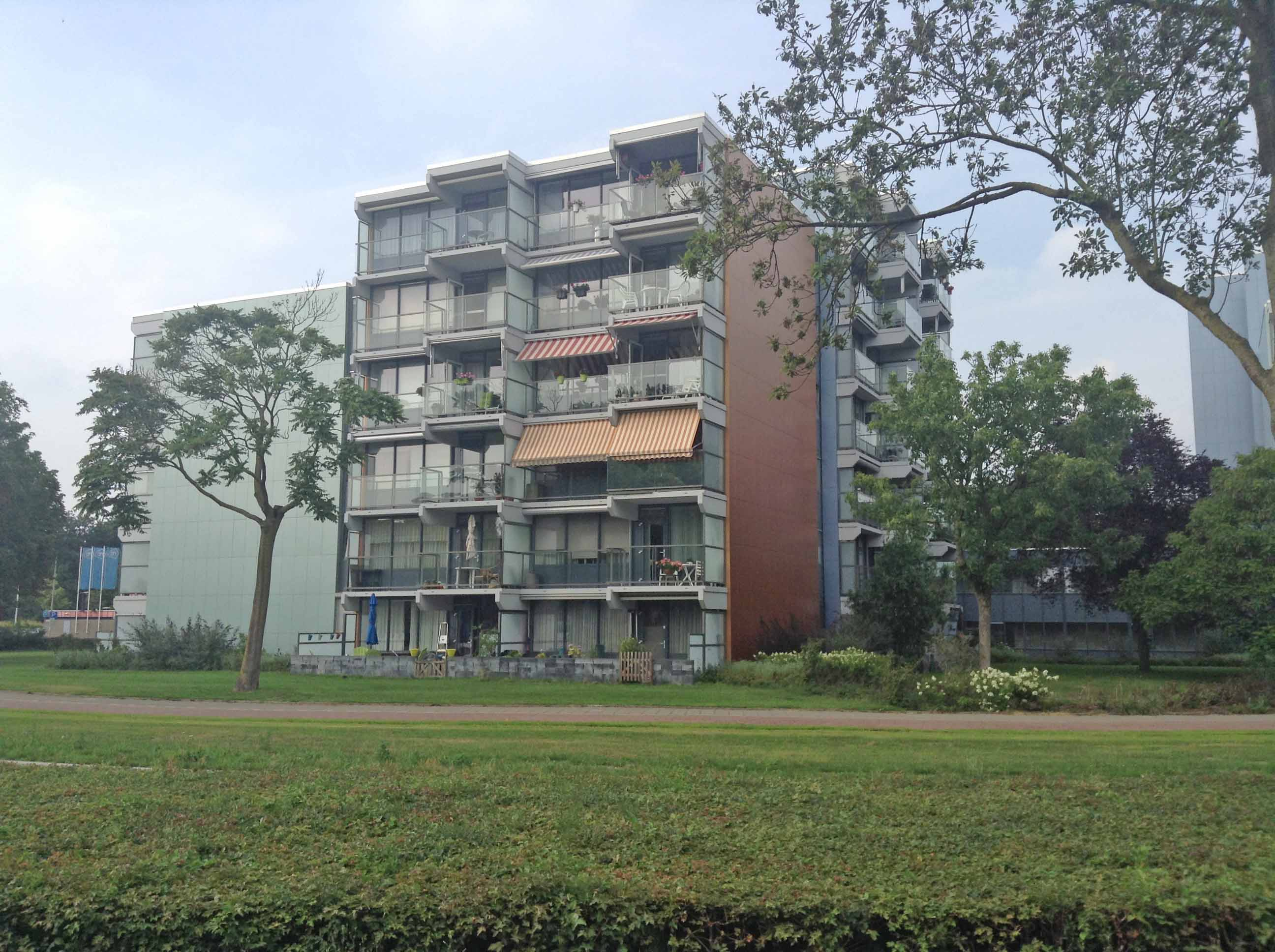
De Meiberg, appartementencomplex voor ouderen (Meijhorst)
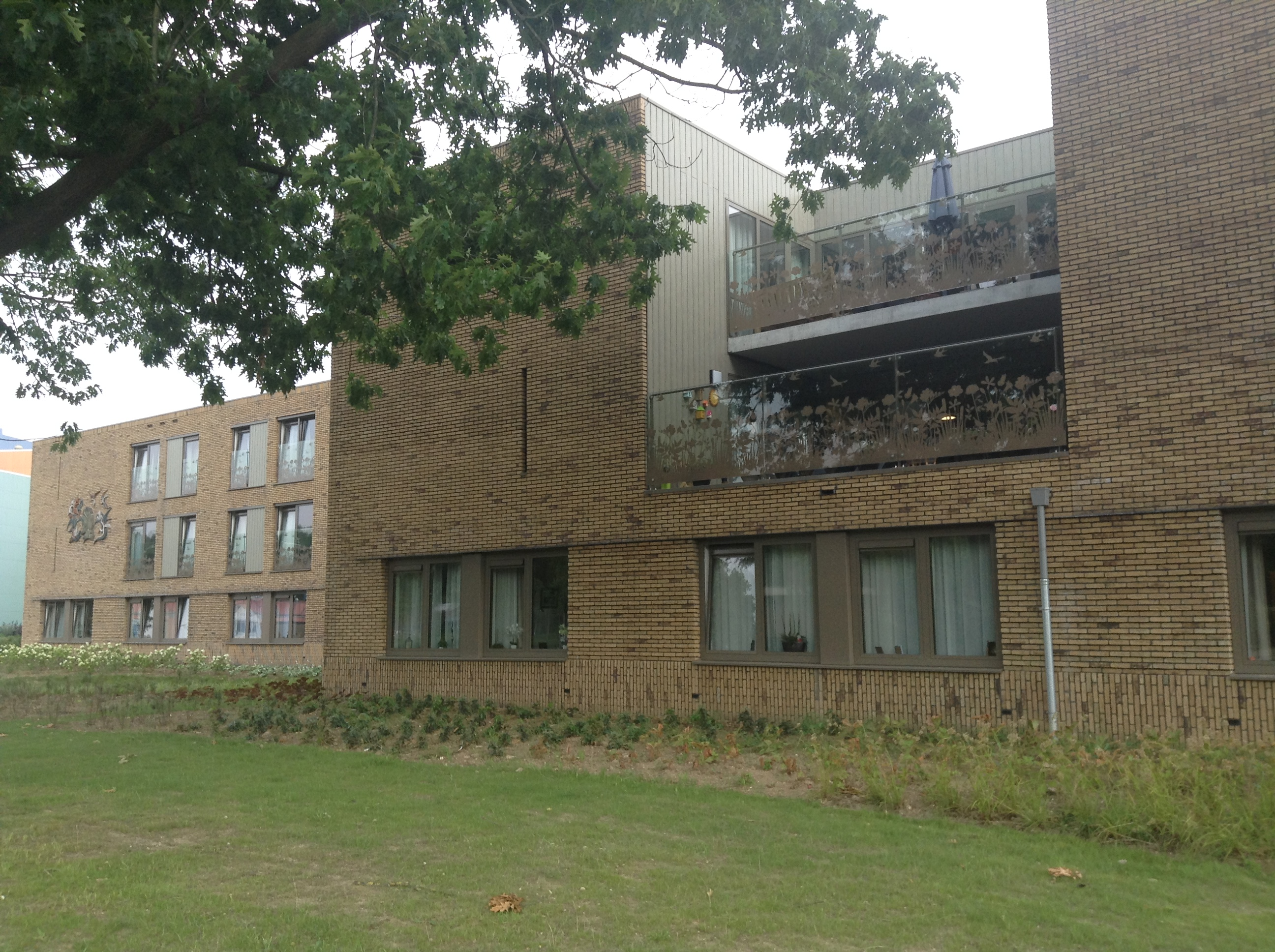
Zorgcomplex De Horizon (Meijhorst)
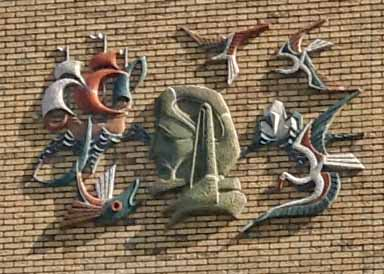
Zorgcomplex De Horizon DETAIL (Meijhorst)
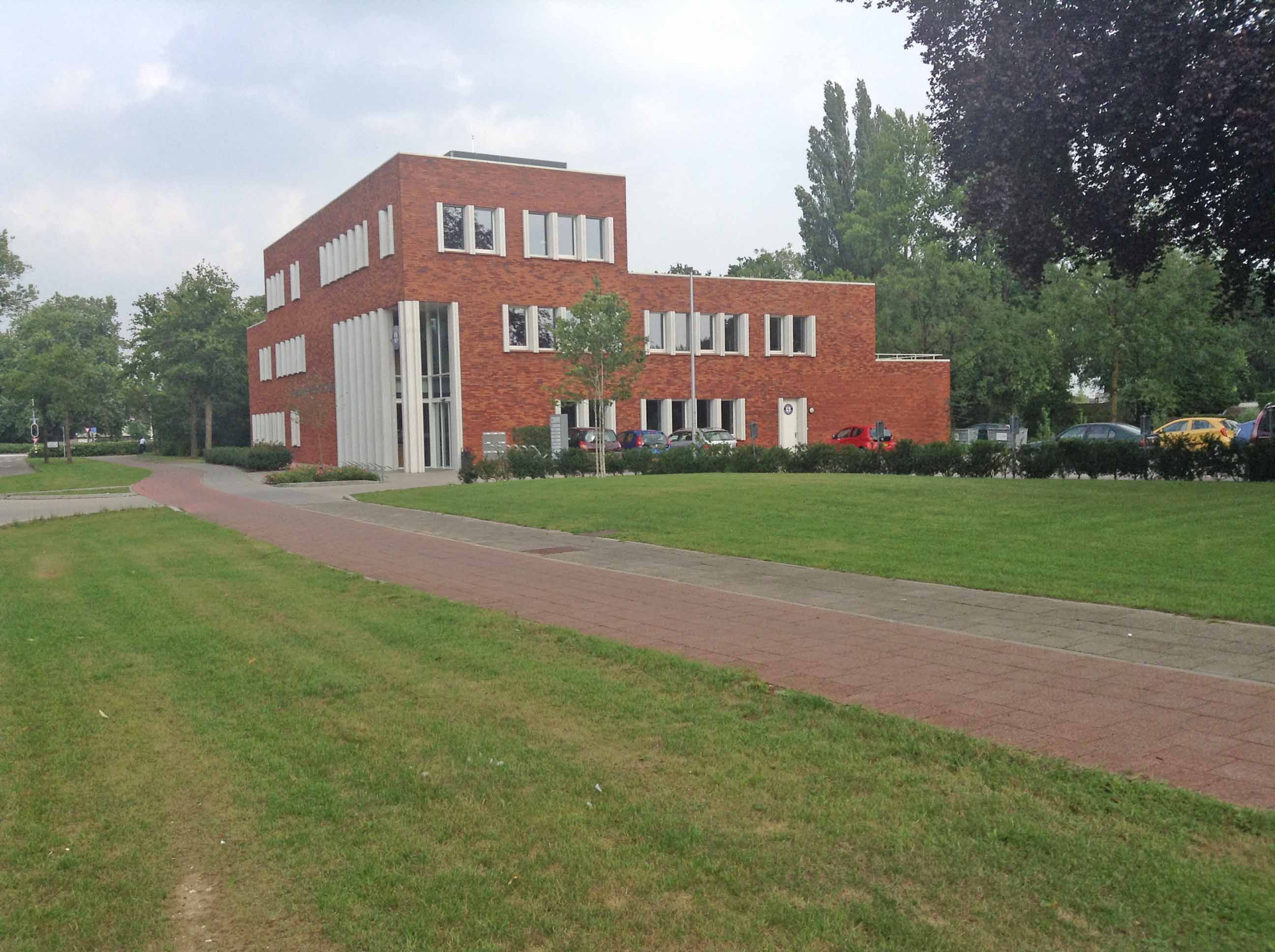
Gezondheidscentrum De Schakel (Meijhorst)
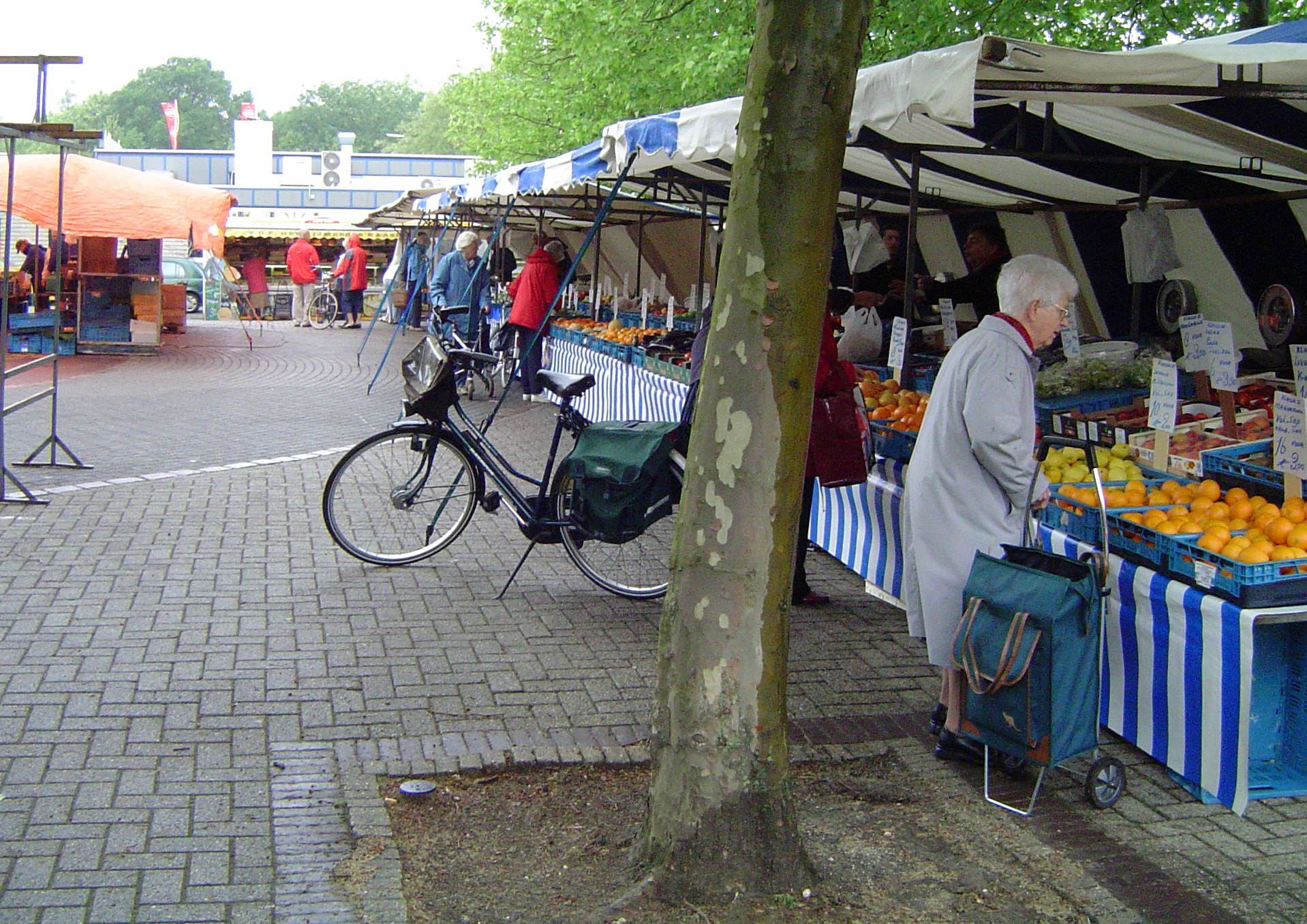
De wekelijkse vrijdagmarkt naast winkelcentrum Meijhorst
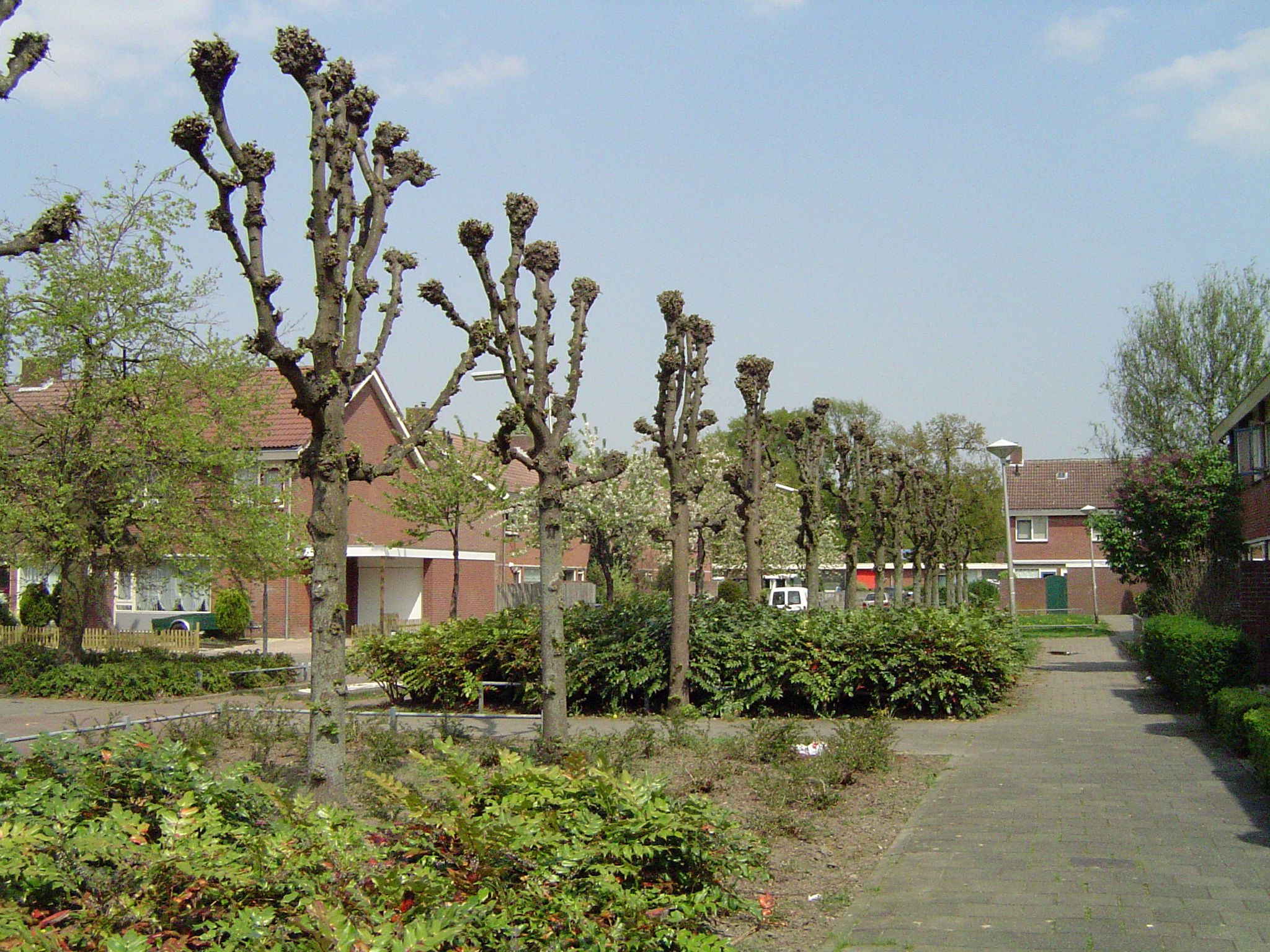
Meijhorst 52e straat uitziend op 54e straat
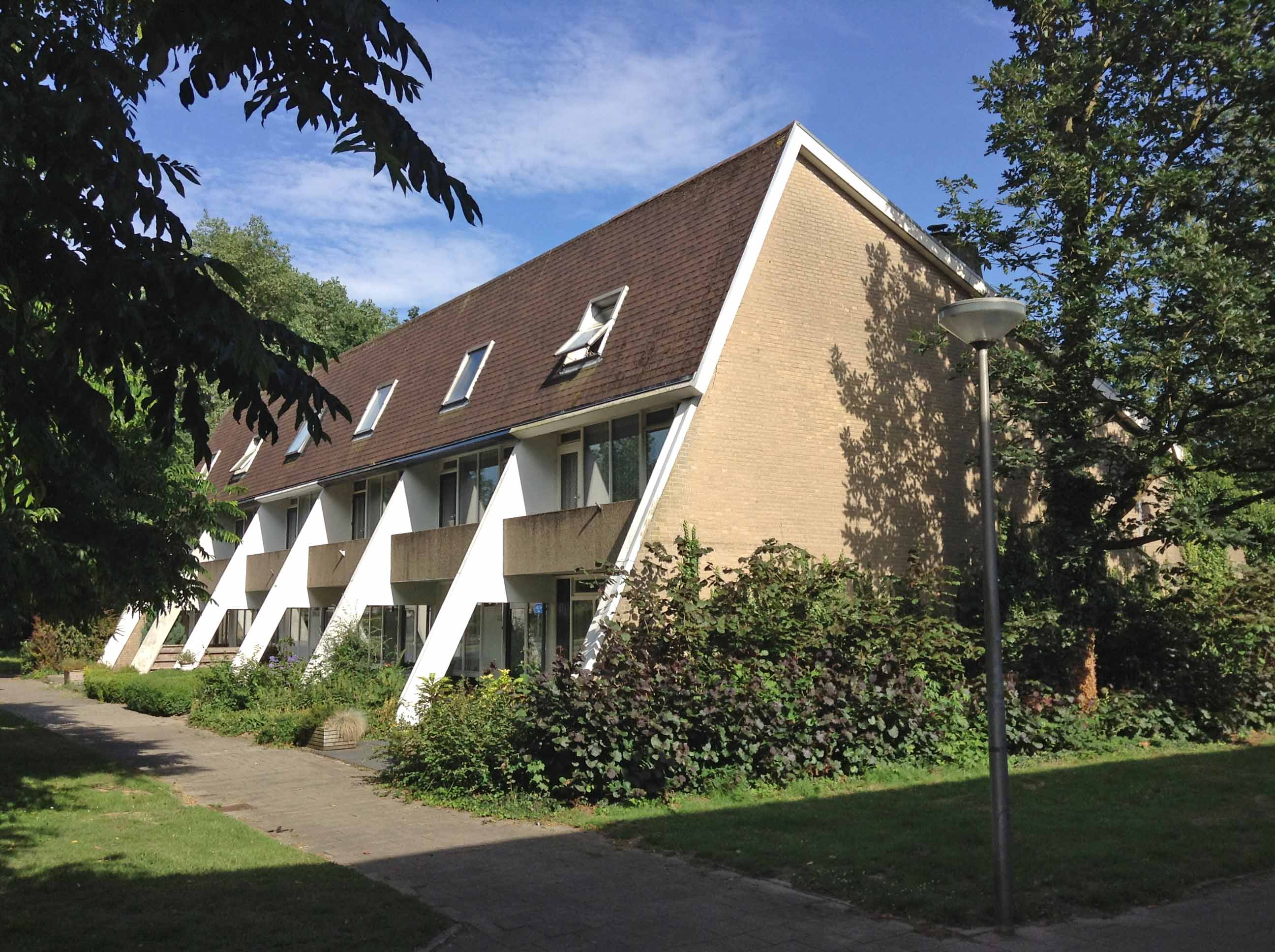
Rijwoningen in Meijhorst
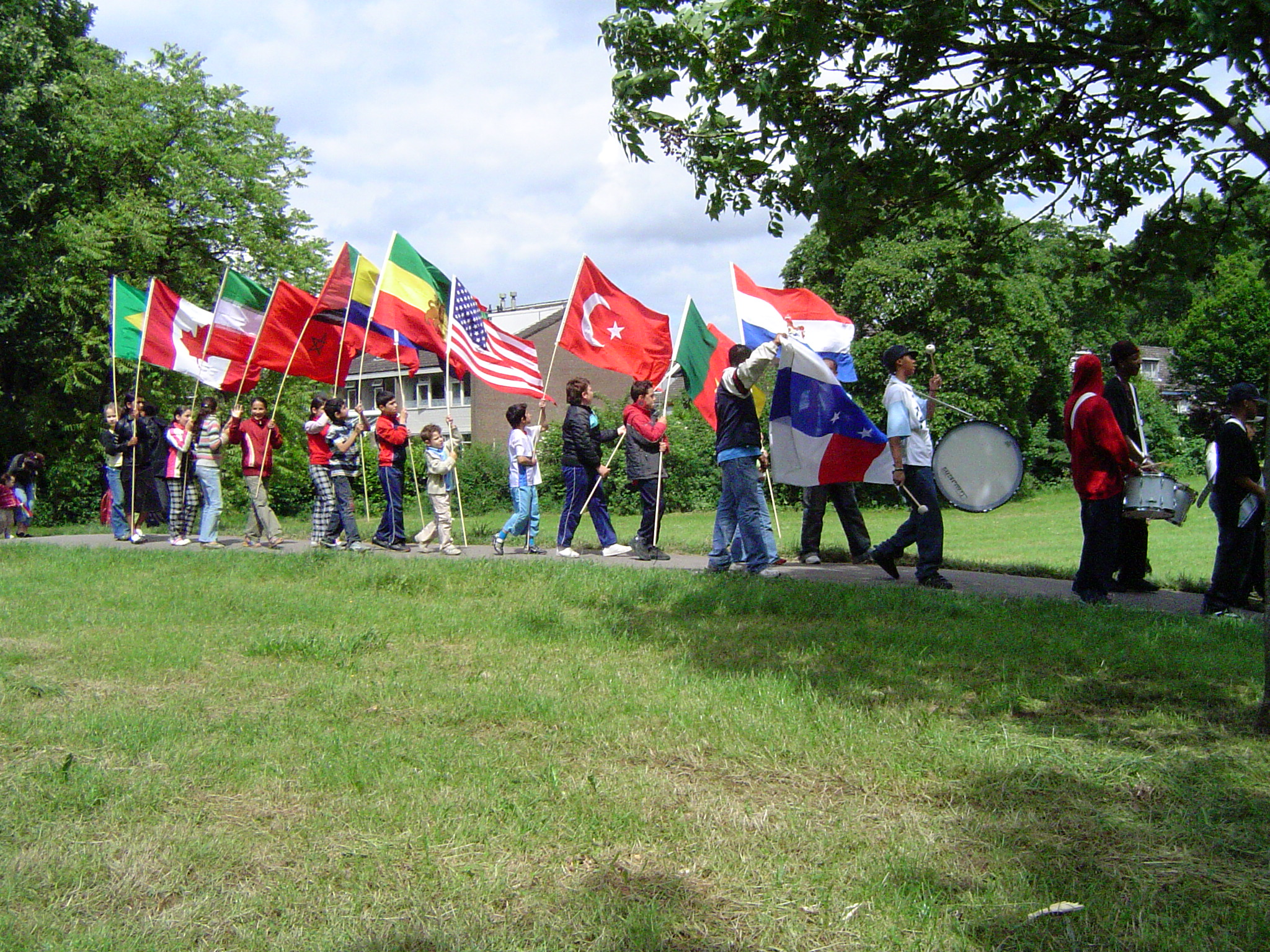
Vlaggenparade op de Dag van het Park 2006, Wijkpark Meijhorst
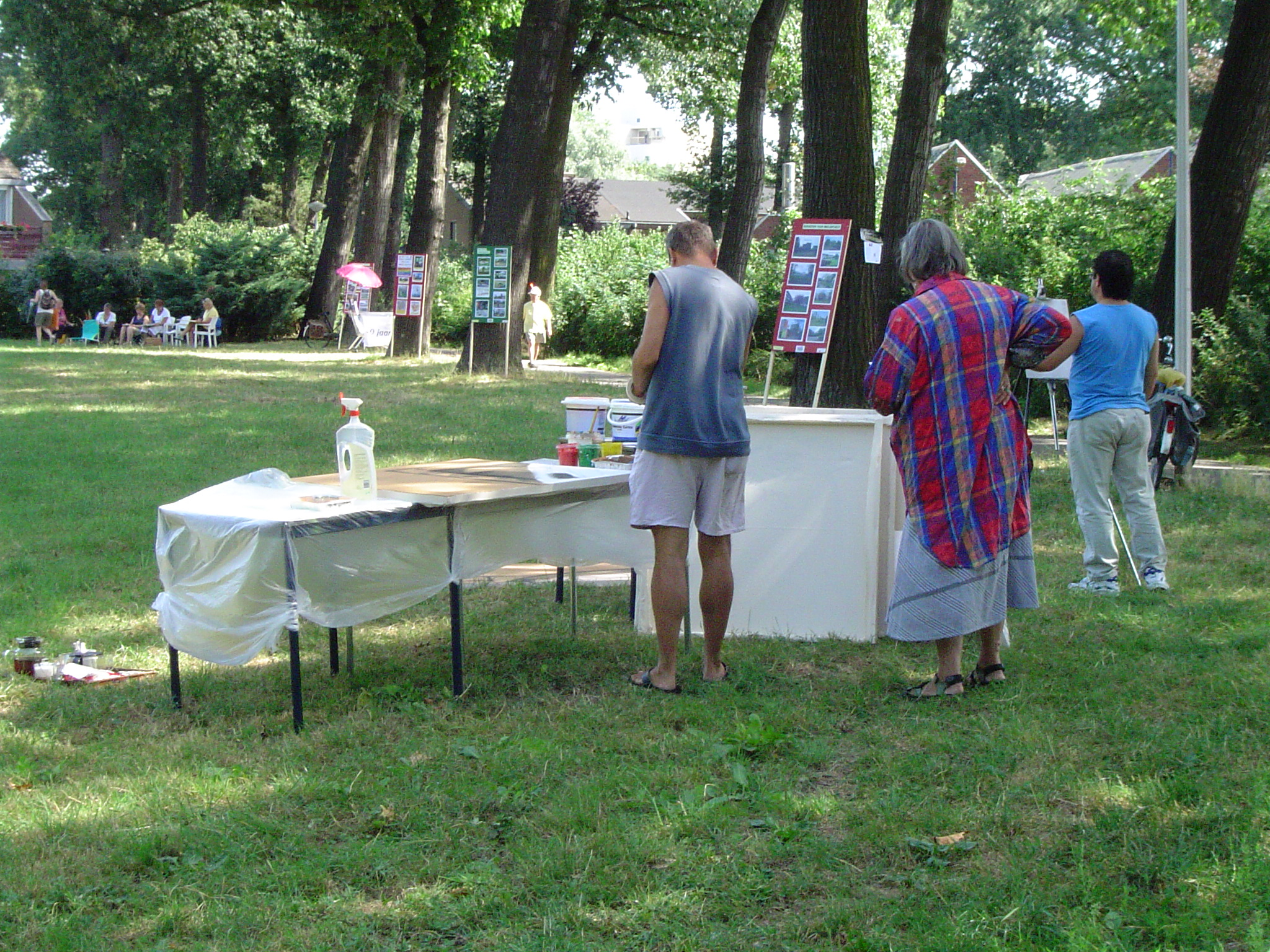
Viering 400 jaar Rembrandt in Wijkpark Meijhorst, 2006
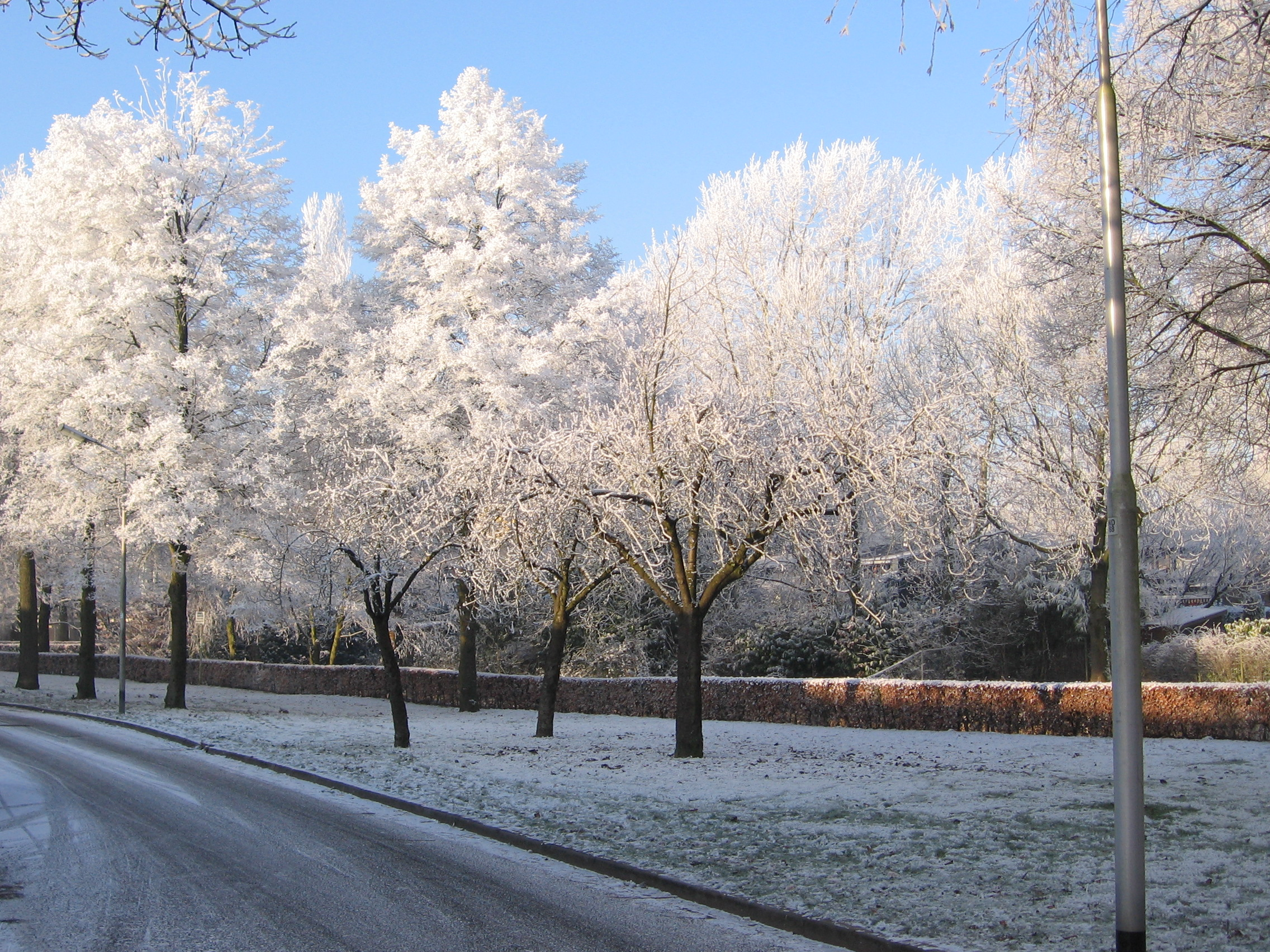
Meijhorst 20e straat in de winter